# Kayangel (Atoll)
Das Kayangel-Atoll (auch: Ngcheangel) liegt im Norden der pazifischen Inselrepublik Palau, etwa 64 km nördlich der Hauptstadt Melekeok. Verwaltungstechnisch zählt das Atoll zum gleichnamigen palauischen Teilstaat Kayangel.
Das Atoll misst 3,7 km von Norden nach Süden und ist 2 km breit, mit einer Gesamtfläche von etwa 6 km², einschließlich der Lagune. Diese ist durchschnittlich 6 m und maximal 9,6 m tief. Rund 25 große Korallensäulen können auf Luftbildern ausgemacht werden. Auf der Westseite des Atolls befindet sich eine schmale Öffnung (Ulach Boat Pass), durch die Boote in die Lagune passieren können.
Kayangel weist vier bewaldete Inseln entlang des östlichen und südlichen Riffkranzes auf, wovon allein die im Nordosten liegende Insel Kayangel (Ngajangel) bewohnt ist. Die anderen Eilande im Atoll, unter anderem Ngeriungs, Ngerebelas und Orak sind nicht bewohnt.